# Boromir
Boromir este un grup de companii cu sediul în Râmnicu Vâlcea, care au ca obiect principal de activitate morăritul și panificația, înființat în anul 1994.
Din grup fac parte societățile Boromir Prod, Boromir Ind., Moara Cibin, Extrasib Sibiu, Comcereal Sibiu, Amylon Sibiu, Panmed Mediaș, benzinăriile Boromir și o fabrică de cherestea din județul Vâlcea.
Boromir a preluat, în 1998, Moara Cibin Sibiu, în 1999 Comcereal Vâlcea, în 2000 a deschis o sucursală la Buzău, în 2001 a cumpărat Extrasib Sibiu, în 2002 a deschis o altă sucursală la Deva, în 2003 a preluat Amylon Sibiu, iar în 2004 a preluat Propast Iași
pentru 600.000 de euro.
În anul 2005, Boromir a început investițiile în retail prin deschiderea unor hipermarketuri sub brandul Avantaj.
În anul 2006, Boromir a cumpărat cu suma de 1,2 milioane de euro societatea Morărit Panificație Ialomița.
Cifra de afaceri în 2008: 165 milioane Euro.